# Baltasar Lobo
Baltasar Lobo (* 22. Februar 1910 in Cerecinos de Campos, Provinz Zamora; † 4. September 1993 in Paris) war ein spanischer Bildhauer und Zeichner. Er ist bekannt für seine Kompositionen zum Thema „Mutter und Kind“.

## Leben und Werk
Im Alter von 12 Jahren ging Lobo beim Bildhauer Ramon Nuñez in die Lehre. 1927 gewann er ein Stipendium der Schule für die Schönen Künste, Madrid, und ging nach Madrid, wo er das Werk von Miró, Picasso und Gargallo kennenlernte. Lobo engagierte sich im Spanischen Bürgerkrieg (1936–1939) aktiv für die Republik und gegen den Faschismus, was sich auch in seinem Werk niederschlug. 1939 musste er Spanien verlassen und zog zusammen mit seiner Frau Mercedes Comaposada nach Paris. In Paris war er mit Pablo Picasso befreundet. Einige Jahre arbeitete er im Atelier von Henri Laurens als Assistent. So ist sein Werk von Laurens, aber auch von Constantin Brâncuși und Jean Arp beeinflusst. Seine Arbeiten wurden früh in Frankreich gezeigt, so 1945 in der Galerie Vendôme (Rue de la Paix), neben Werken von Henri Matisse, Fernand Léger, Maurice Utrillo und Pablo Picasso. 1946 wurden seine Werke in der Galerie Drouin ausgestellt.
Lobo fand 1993 auf dem Friedhof Montparnasse, seine letzte Ruhestätte.
Galerien und Museen weltweit u. a. in Prag, Darmstadt, Brüssel, Luxemburg, Zürich, Caracas und Tokyo zeigten Lobos Werke. 2009 eröffnete in der Stadt Zamora, nahe dem Geburtsort des Künstlers, das Centro de Arte Contemporáneo Baltasar Lobo; es zeigt 69  Werke des Künstlers, gestiftet vom Künstler und seiner Familie.

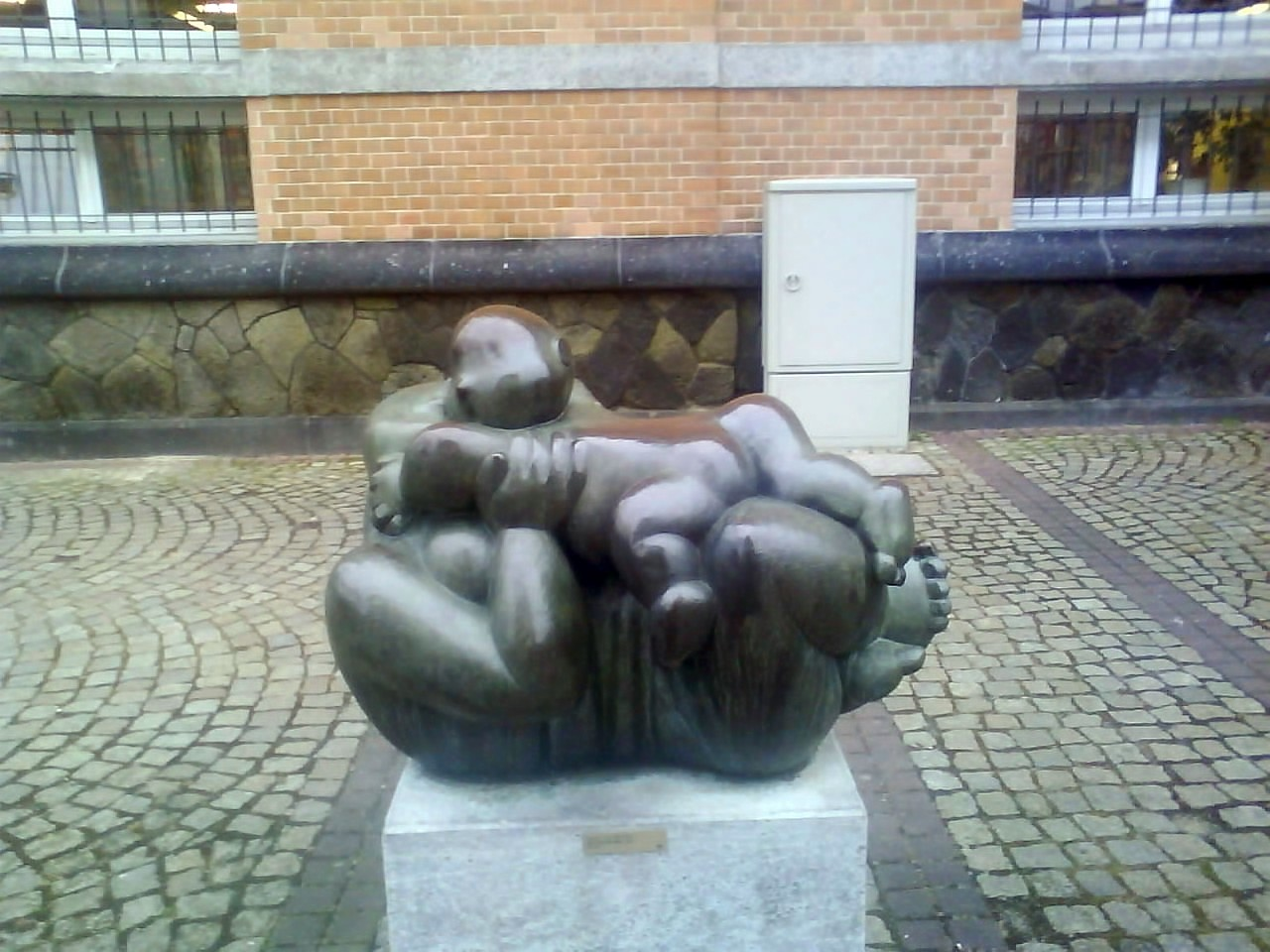
Mutter und Kind (1953). Bronze, Offenbach am Main
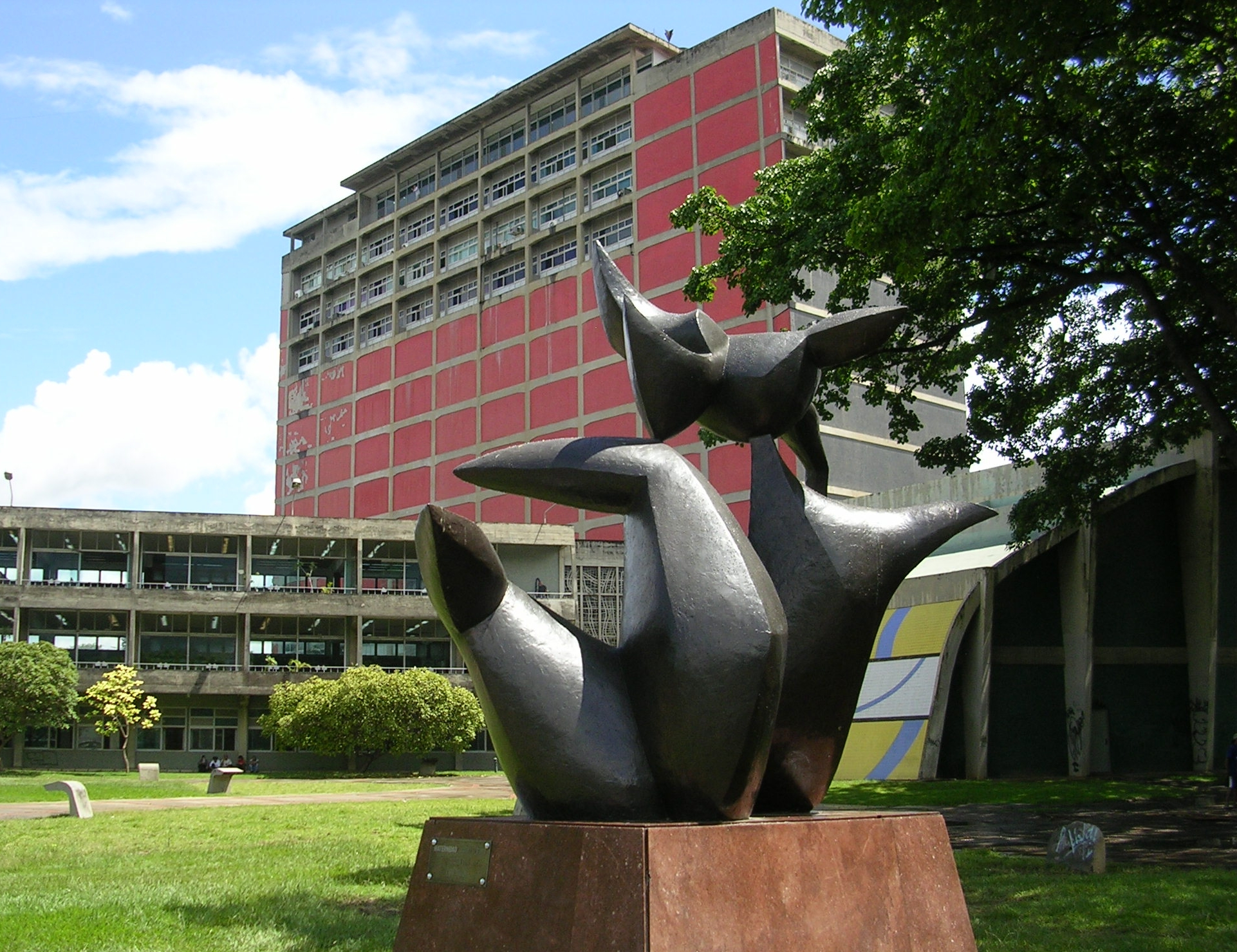
Maternidad (1953). Universidad Central de Venezuela, Caracas
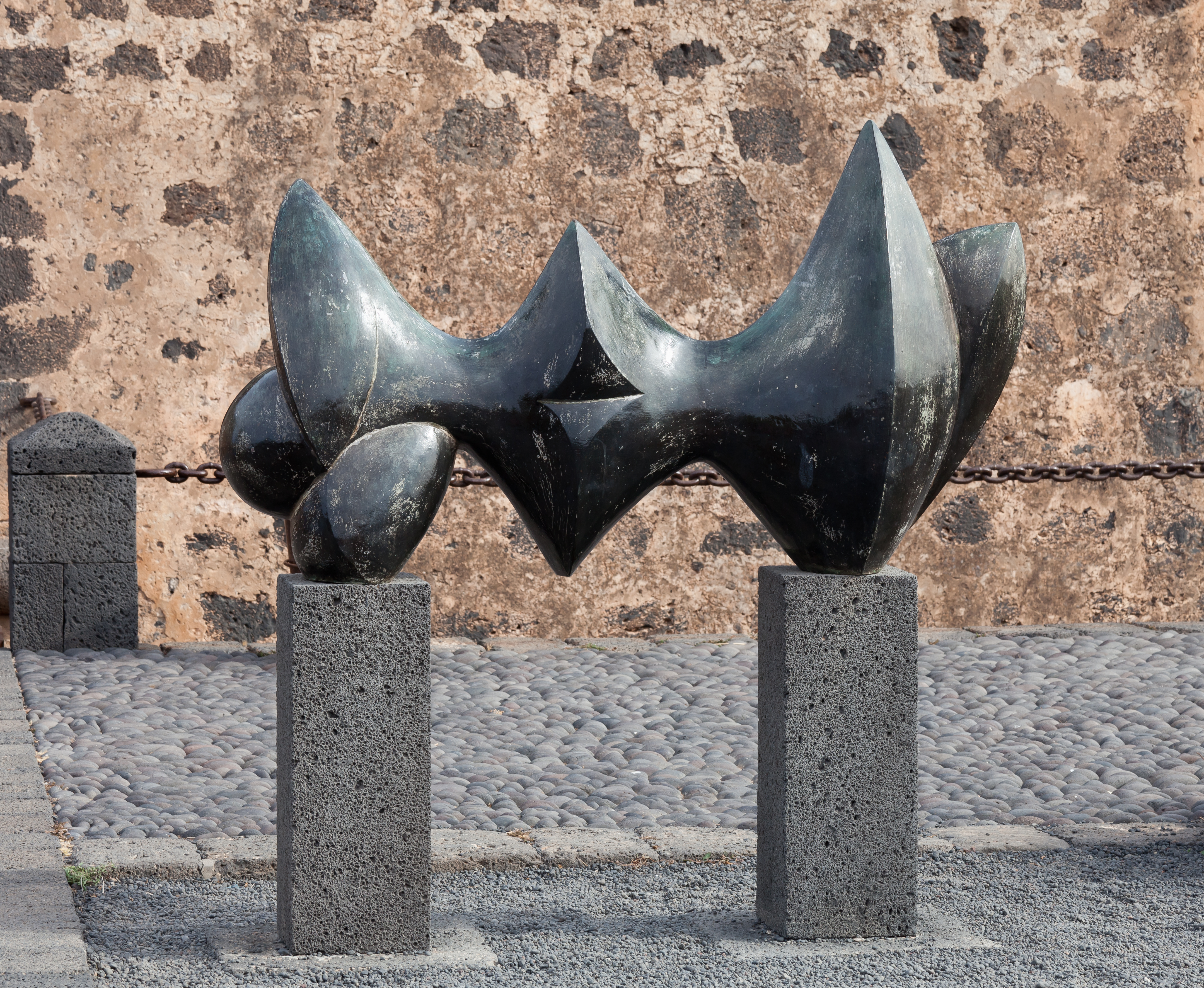
Grand nu allongé (1959). Bronze, Castillo de San José, Arrecife, Lanzarote
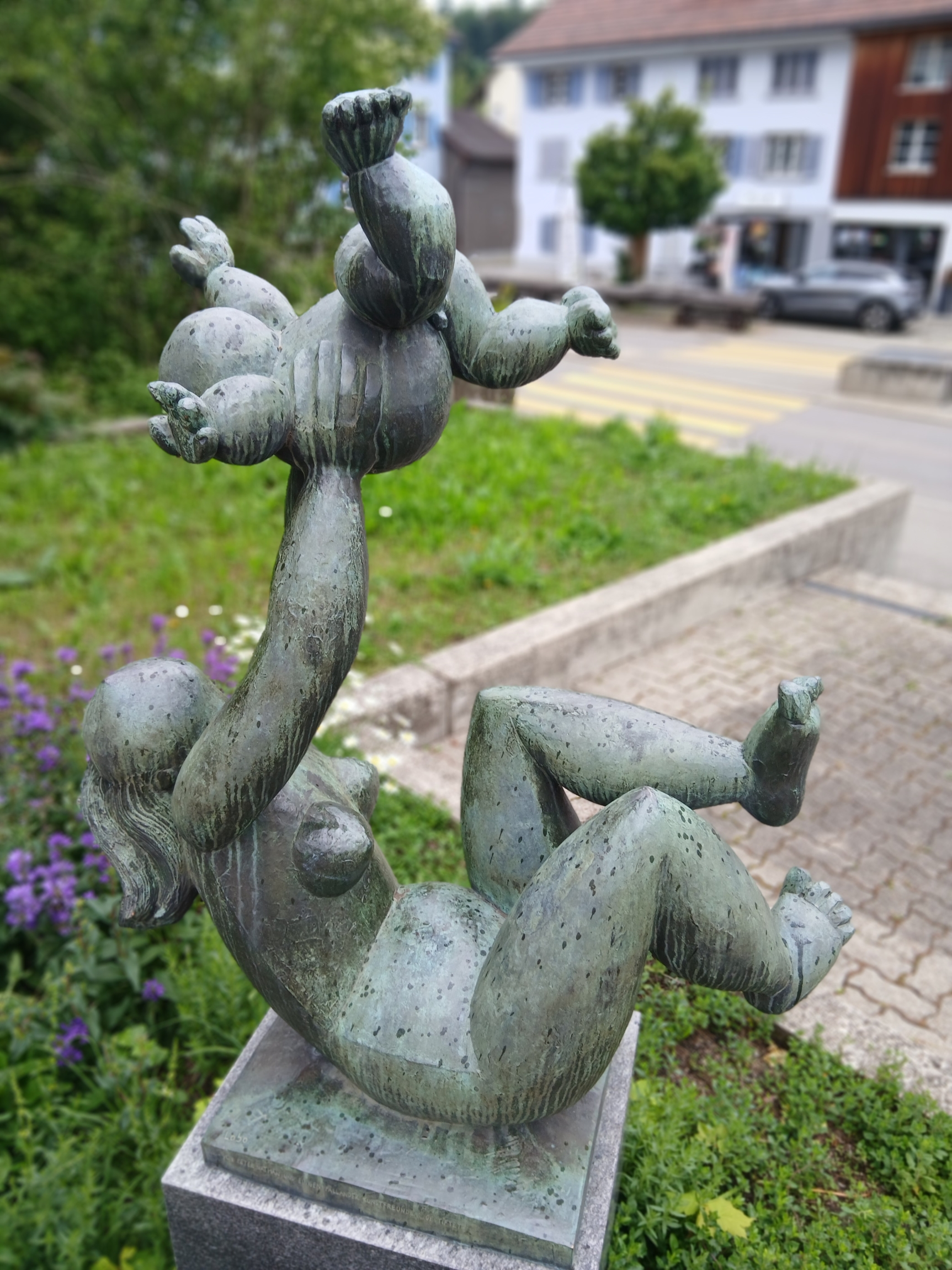
Mutter und Kind, Gemeindehaus Fällanden.

## Auszeichnungen
- 1958 Premio André Susse de Escultura
- 1974 Premio Jacques Lenchener
- 1981 Ordre des Arts et des Lettres (französisches Kultusministerium)
- 1984 Spanischer Staatspreis für plastische Künste
- 1985 Kunstpreis von Kastilien und León
- 1989 Orden Andrés Bello, Regierung von Venezuela
- Medalla de Oro Susse Frères Fondeul

## Einzelausstellungen (Auswahl)
- 1960 Museo de Arte Contemporáneo de Madrid (Retrospektive)
- 1979 Galerie Nathan Zürich (ebenso 1985 und 1995)
- 1989 Museo de Arte Contemporáneo de Caracas Sofía Imber
- 1992 Kunsthalle Tübingen; Neue Galerie der Stadt Linz; Kunstmuseum Umeda, Osaka; Museum Tokio, Tokio
- 2008 Paseo del Prado, Madrid
- 2011 IVAM – Institut Valencià d’Art Modern, Valencia